# Energy 52
Das Projekt Energy 52 bestand aus Paul Schmitz-Moormann (unter dem Pseudonym „Kid Paul“). Produziert wurde es von Harald Blüchel (unter dem Pseudonym „Cosmic Baby“), aufgenommen von Jens Wojnar im Highlights Studio, Berlin.
Ihre EP Café del Mar wurde 1993 erstmals auf dem Frankfurter Plattenlabel Eye Q Records veröffentlicht. Heute ist Café del Mar eines der bekanntesten Trance-Stücke und einer der am meist geremixten Tracks überhaupt und erfreut sich auch mehr als dreißig Jahre nach der Erstveröffentlichung noch an neuen Remixen. Den größten Erfolg hatte der Three ’N One Remix aus dem Jahre 1997.
Neben Café del Mar veröffentlichte das Duo unter anderem auch noch die Tracks State of Mind (1991) und Weak (1993).

## Liste derCafé del MarRemixe
- Affani Remix
- Amirali Extended Remix
- Amirali Remix
- ASOM Remix
- Binum Remix
- Breakbeat Mix
- Bruckmann 2008 Remix
- Café Del Marco V Remix
- Chicane Remix
- Cosmic Baby’s Impression
- Cosmic Boys Remix
- Cosmic Boys Remix Radio Edit
- Da Bruck & Klein Remix
- Dale Chambers Remix
- Dale Middleton Remix
- Dave Robertson Remix
- David Puentez Bootleg Mix
- Deadmau5 Remix
- Deepsky’s Stateside Cannon Mix
- DJ M’s Harder Remix
- DK8 Remix
- Eigenspace Twenty-Eleven Mash
- Fergie Remix
- Flaix Remix
- Hardforze DJ Tool Mix
- Hardino Remix
- Humate Remix
- Humate Remix Edit
- Hybrid Remix
- Hybrid’s Time Traveller Remix
- Ivan Mix
- John ’00’ Fleming Remix
- Josh Abrahams Downunder Mix
- K & H Tribute Remix (by Kenny Hayes)
- K-Klass Remix
- Kenny Hayes Remix
- Kid Paul Mix (ist das Original)
- Kid Paul Mix Radio Edit
- Kid Paul ’99 Rebuild
- Kinky Roland Remix
- Marc Feldmann Remix
- Marcel Janovsky Remix
- Marco V Remix
- Marco V Radio Edit
- Mario Da Ragnio Remix
- Michael Mayer Remix
- Michael Woods Ambient Mix
- Michael Woods Ambient Mix Radio Edit
- Michael Woods Out Of Office Radio Edit
- Michael Woods Out Of Office Remix
- Nalin & Kane Radio Mix
- Nalin & Kane Remix
- Oliver Lang Remix
- Oliver Lieb Extended Remix 1 aka Oliver Lieb’s L.S.G. Mix
- Oliver Lieb Extended Remix 2
- Oliver Lieb Radio Mix 1
- Oliver Lieb Radio Mix 2
- Orbital Remix
- Orbital Remix Edit
- Orbiter’s Club Mix
- Orbiter’s Radio Mix
- Original Kid Paul Mix
- Paul Thomas & Russell G Rework
- Paul Van Dyk’s XOXO Remix
- Paul Van Dyk’s SHINE Remix
- Peace Mix
- Porte De Bagnolet Mix (by Ralf Hildenbeutel)
- Pure Nova & DJ Eyal Project Mix
- Raul Rincon Instrumental Remix
- Raul Rincon Remix
- REZarin Extended Remix
- REZarin Remix
- Ricardo Villalobos Dub
- Ricardo Villalobos Remix
- Rigel Remix
- Roberto Rodriguez Suvilahti Remix
- Sidelmann Edit
- Sidelmann Remix
- Solar Stone Remix
- Soul Seekerz Remix
- Sven Väth Remix
- System F Remix
- Tale Of Us Renaissance Remix
- Tall Paul Remix
- Three ’N One 2002 Update Remix
- Three N One Radio Mix
- Three’n One Remix
- Tim Engelhardt Remix
- Universal State Of Mind Remix
- Whelan & Di Scala Remix

## Rezensionen
- trancearchiv.de